# Skye Edwards

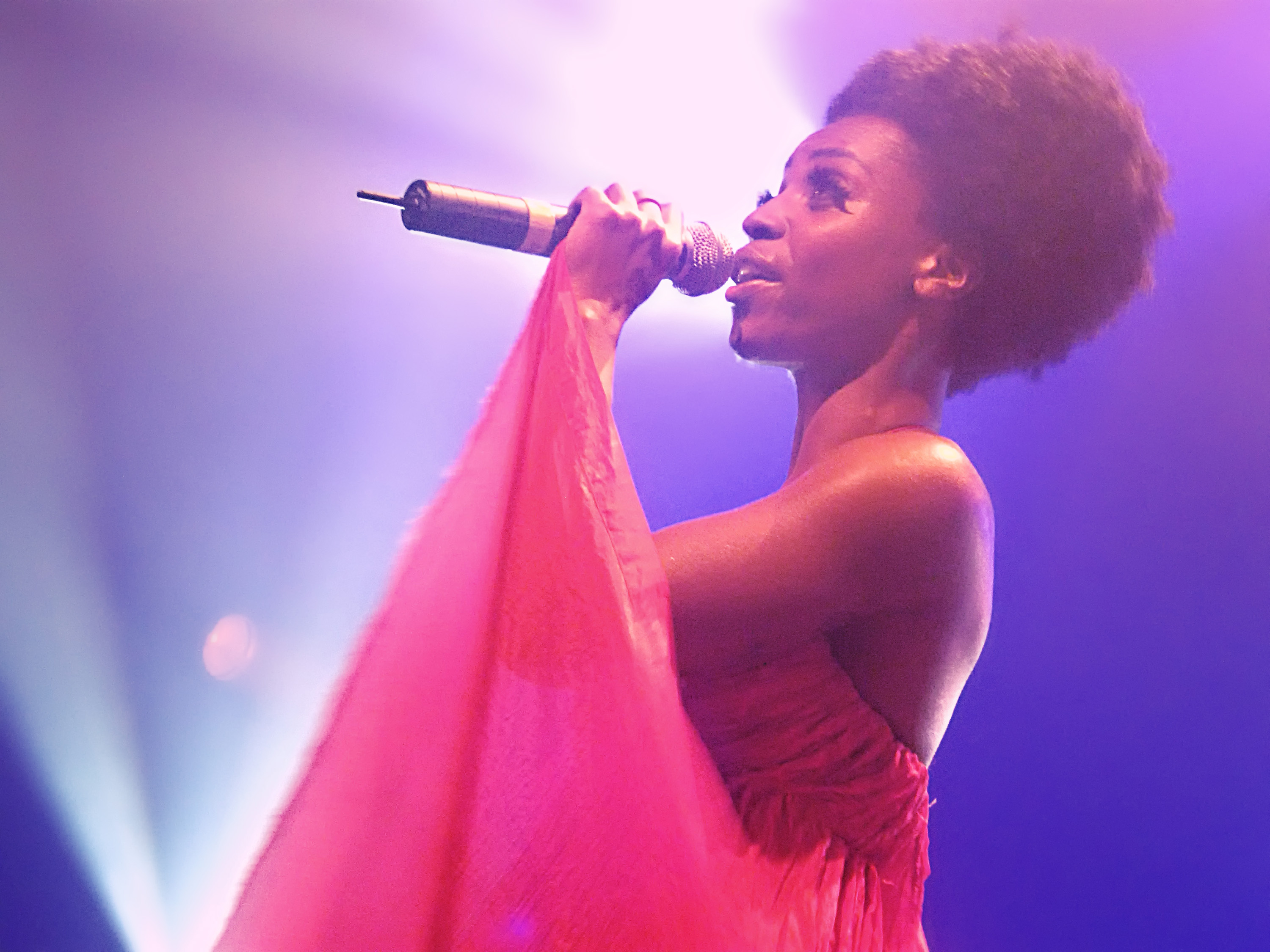
Skye als Sängerin von Morcheeba (2010)

Shirley Klarisse Yonavive „Skye“ Edwards (* 27. Mai 1974 in Südost-London) ist eine britische Sängerin. Sie war Gründungsmitglied und Leadsängerin der Triphop-Band Morcheeba, von der sie sich 2004 trennte und zu der sie 2010 zurückfand. In der Zwischenzeit verfolgte sie eine Solokarriere und veröffentlichte 2006 unter dem Künstlernamen Skye ihre erste Solo-CD. Der Name Skye setzt sich aus den Anfangsbuchstaben ihrer Vornamen und ihres Nachnamens zusammen.
Skye Edwards ist mit dem Musiker Steve Gordon verheiratet und Mutter von vier Kindern.

## Karriere als Musikerin
Skye Edwards gehörte seit der Gründung von Morcheeba im Jahr 1995 zur Grundformation der Band. Im April 2004 trennten sich die Gebrüder Paul und Ross Godfrey von Skye. In diese Zeit ihrer Karriere fallen auch die Zusammenarbeit mit David Byrne (Album Feelings, 1997) und ihre Beteiligungen an zwei Wohltätigkeits-CDs, Perfect Day zu Gunsten BBC Children in Need (1997) und Band Aid 20 zu Gunsten Bedürftiger in Darfur (2004).
Die neue Möglichkeit, nach der Trennung ihre eigene Musik machen zu können, bezeichnete Skye als befreiend. Ihr Debüt-Album Mind How You Go, für das sie mit den Produzenten Pat Leonard, Daniel Lanois und Gary Clark zusammenarbeitete, erschien im Februar 2006 bei Atlantic Records UK. Die Musik darauf ist nicht weit entfernt vom Triphop der mit Morcheeba produzierten Musik. Die erfolgreichste Singleauskopplung daraus war Love Show (sie wurde auch u. a. in der 13. Episode der dritten Staffel der Serie Grey’s Anatomy als Finalmusik verwendet). Im selben Jahr erschien ihre Coverversion von Feel Good Inc. von den Gorillaz. Aus der Live-Zusammenarbeit mit dem französischen Musikprojekt Nouvelle Vague ab 2007 gingen 2008 zwei Stücke auf dem Album Hollywood, Mon Amour hervor. Sie interpretierte darauf Call Me von Blondie und A View to a Kill von Duran Duran mit sehr reduzierter instrumentaler Begleitung im Stil von Singer-Songwritern. Ende Oktober 2009 erschien ihr zweites Soloalbum Keeping Secrets bei ihrem eigenen Label Skyewards Recordings.
Im Februar 2010 gaben die Godfrey-Brüder und Edwards bekannt, dass sie sich wieder zusammengefunden haben und gemeinsam an einem neuen Morcheeba-Album arbeiten. Veröffentlicht wurde das Album Blood Like Lemonade Mitte Juni 2010.
Im September 2012 erschien die erste Singleauskopplung Featherlight zu Skyes drittem Soloalbum Back To Now. Das Album erschien am 29. Oktober 2012. Ihr viertes Soloalbum, In A Low Light, erschien 2015.
Im September 2016 veröffentlichte sie zusammen mit Ross Godfrey, ihrem Bandkollegen von Morcheeba, das Album Skye & Ross, mit dem die beiden auch auf Tournee gingen.

## Diskografie

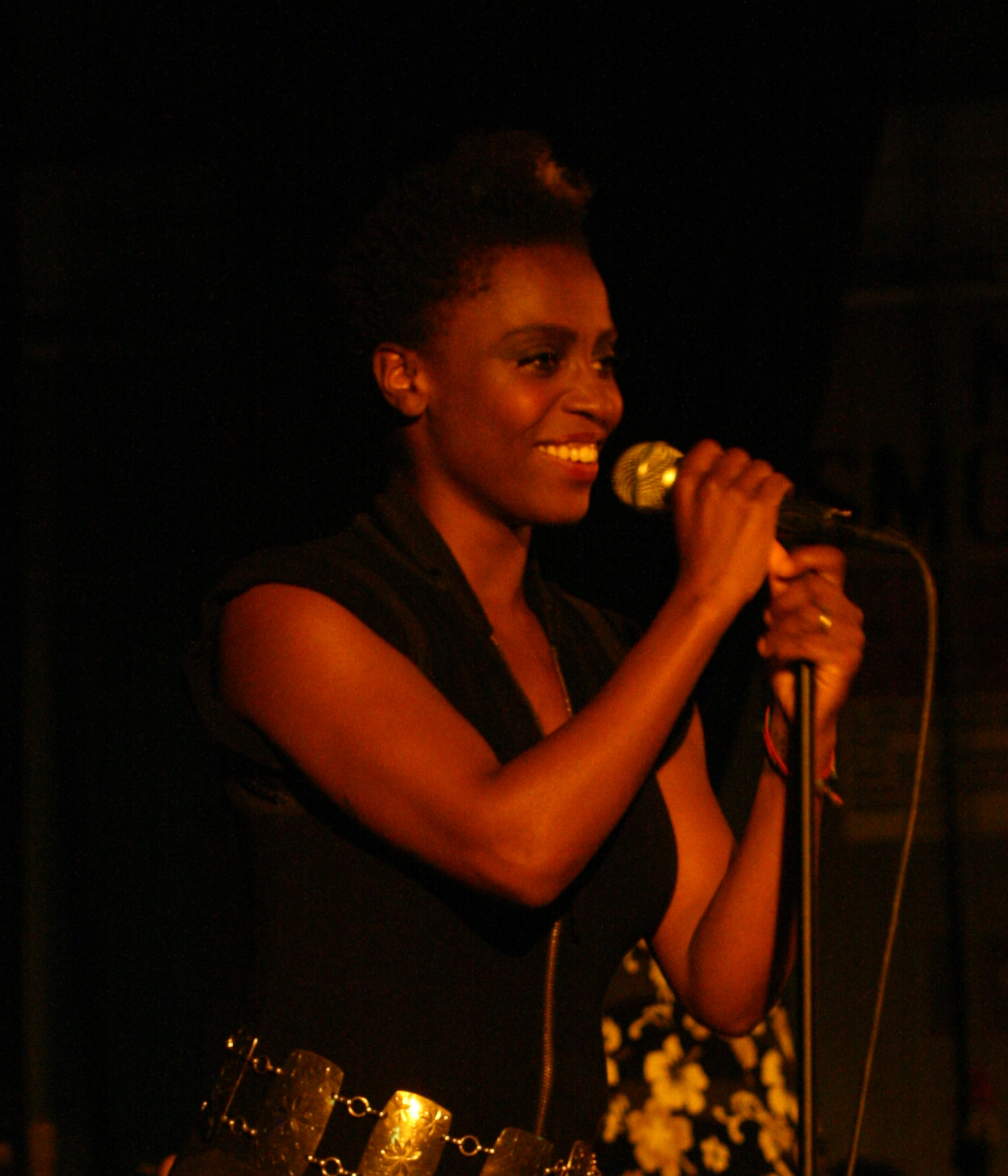
Skye – 2007

### Morcheeba
Alben
- Who Can You Trust? (1996)
- Big Calm (1998)
- Fragments of Freedom (2000)
- Charango (2002)
- Parts of the Process (2003)
- Blood like Lemonade (2010)
- Head Up High (2013)
- Blaze Away (2018)
- Blackest Blue (2021)

### Skye & Ross
Alben
- Skye & Ross (2016)

### Solo
Alben
- Mind How You Go (2006)
- Keeping Secrets (2009)
- Back To Now (2012)
- In A Low Light (2015)